# ¡Atraco!
¡Atraco! es una película argentina-española filmada en España durante marzo de 2012. Se trata de un policial basado en un hecho real histórico, ocurrido en España en 1956. Se estrenó en Argentina el 2 de agosto de 2012.
Está protagonizada por Guillermo Francella, Nicolás Cabré, Amaia Salamanca y Daniel Fanego. La película del director catalán Eduard Cortés, autor del guion junto a Ricardo Figueras y Piti Español, está producida por  Argentina Sono Film, Castafiore Films y Pedro Costa Producciones Cinematográficas S.A.

## Sinopsis
En 1955 el general Perón se encuentra exiliado en Panamá y con escaso dinero. Landa (Daniel Fanego), quien hace las negociaciones para que el general obtenga asilo político en España, decide empeñar las joyas de Evita sin que Perón tome conocimiento de ello. Con ese dinero planea financiar el exilio en Madrid. Luego de empeñar las joyas, a los problemas en la tramitación del asilo se suma el llamado a Landa del dueño de la joyería, quien le informa que la esposa de Franco, Carmen Polo, las había visto y pretendía quedárselas. Es por ello que Landa convoca a dos peronistas, Merello (Guillermo Francella) y Miguel (Nicolás Cabré), para robar la joyería y recuperar las alhajas de Evita.

## Reparto
- Guillermo Francella - Merello
- Nicolás Cabré - Miguel
- Amaia Salamanca - Teresa
- Daniel Fanego - Landa
- Oscar Jaenada - Ramos
- Jordi Martínez - Naranjo
- Francesc Albiol
- Félix Cubero
- Bárbara de Lema
- Jorge Suquet
- Esmeralda Moya
- Felipe Vélez
- Chechu Moltó
- Simona Ferrar
- Juan Codina